# Avenida Portugal

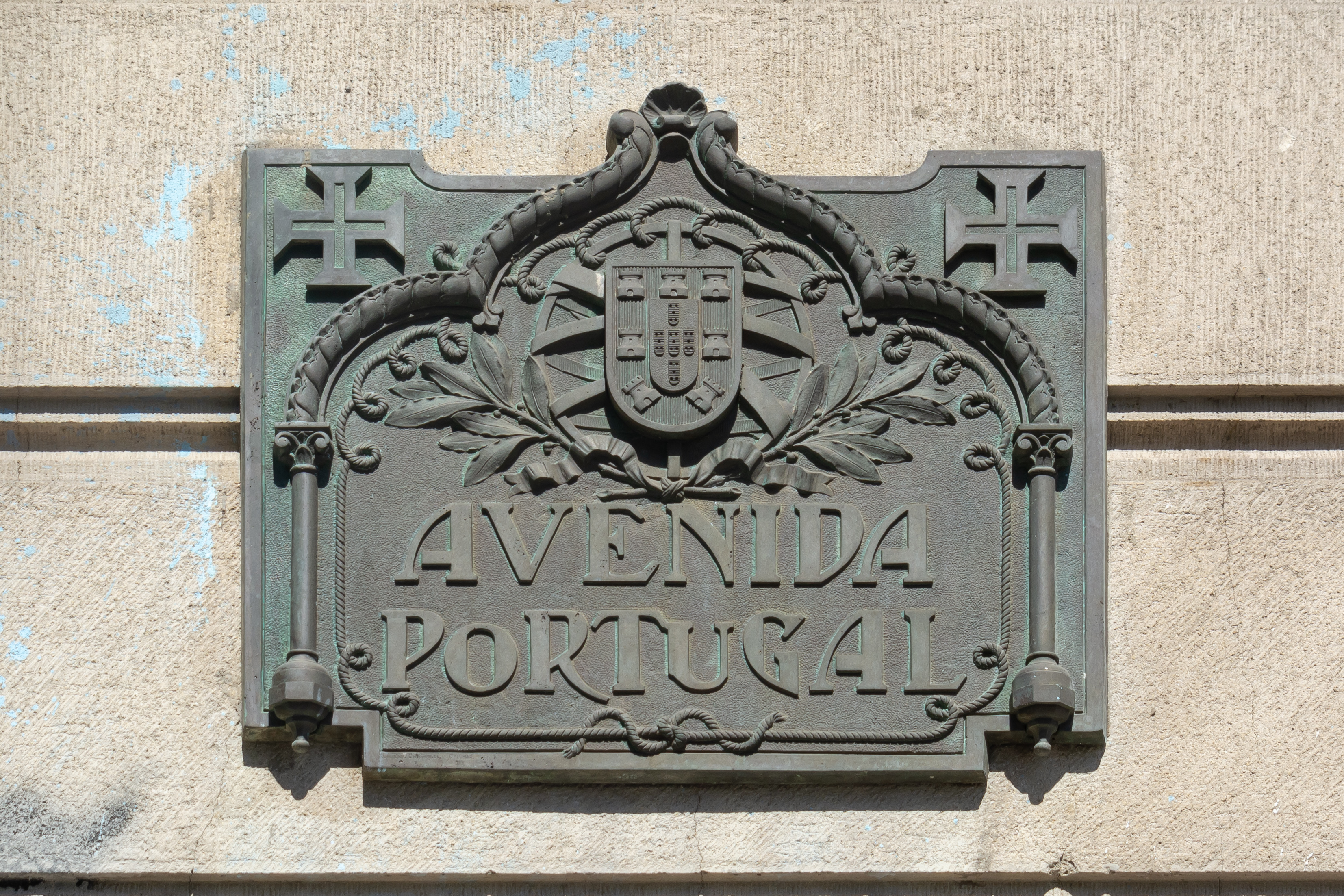
Placa de la avenida Portugal.

La Avenida Portugal es una arteria vial de Santiago de Chile. Es una avenida sin bandejón central en toda su extensión, que se inicia en la Avenida Libertador General Bernardo O'Higgins, más conocida como «La Alameda», finalizando en la intersección con calle Franklin, la cual le da origen al nombre del barrio homónimo de la capital chilena.

## Historia
Durante la época del Chile colonial, la actual avenida Portugal recibía el nombre de callejón de la Ollería, debido a la instalación inicial por parte de los jesuitas de una fábrica destinada a la producción de loza y de productos de alfarería. Con el paso de los años, esta práctica también se extendió a laicos alfareros que se establecieron en las proximidades. Posteriormente pasó a llamarse calle de la Maestranza, producto de la ubicación de un recinto militar del Ejército de Chile y del cual se tiene como primer registro de dicho nombre en un plano de T. Mostardi Fioretti de 1864.
A fines del siglo XIX, la calle tenía un uso mayoritariamente residencial, donde destacaba la arquitectura de viviendas en estilo mojinete. A medida que el centro de la ciudad se fue ampliando con el crecimiento urbano, en un comienzo entendido como las cuadras próximas del «plano damero» que rodean a la Plaza de Armas de Santiago, trajo consigo a su vez un cambio en el uso de suelo de la vía. A comienzos del siglo XX se construyó la Casa Central de la Pontificia Universidad Católica de Chile en la intersección con la Alameda del Libertador Bernardo O'Higgins hacia la calzada poniente de la avenida. Inaugurada en 1917, esta sede de la casa de estudios, donde se edificó el primer estadio de Universidad Católica, junto a otros edificios próximos, como la Biblioteca Nacional, contribuyeron a la urbanización de la ciudad hacia el sector nororiente, abriéndose tiendas comerciales a lo largo de la avenida.
Mediante la ley 5009, publicada el 15 de diciembre de 1931, la calle tomó su nombre actual, siendo un odónimo en homenaje a las relaciones luso-chilenas. Portugal fue el primer país del mundo en reconocer la independencia de Chile como una república soberana.
En 1950 fue inaugurada la sinagoga Bnei Yisroel en la esquina con calle Copiapó, convirtiéndose en uno de los templos más importantes de la comunidad judeochilena en Santiago de la época y el cual funcionó hasta 1988, cuando se mudaron al Campus Judío de Vitacura.
En 1967 fue trasladado el Hospital de Urgencia Asistencia Pública (Posta Central) a esta avenida; mientras que en 1976, se trasladó desde Cerrillos la Facultad de Arquitectura y Urbanismo de la Universidad de Chile en las dependencias de lo que fue el Regimiento de Caballería N° 2 «Cazadores». A fines del siglo XX y comienzos del siglo XXI, comenzó la construcción de edificios de altura destinados a residencias multifamiliares en una tendencia que se mantiene hasta la actualidad.
Por calle Marcoleta se encuentra uno de los accesos a la Remodelación San Borja, uno de los conjuntos residenciales icónicos de la ciudad.